# 弗隆
弗隆（法語：Felon，法語發音：[fəlɔ̃]）是法国勃艮第-弗朗什-孔泰大区贝尔福地区省的一个市镇，属于贝尔福区。

## 地理
弗隆（47°42'25"N, 6°58'31"E）面积4.11 平方千米，位于法国勃艮第-弗朗什-孔泰大區贝尔福地区省，该省份为法国东北部内陆省份，东临上莱茵省，北起孚日省，西接上索恩省，南与杜省和瑞士接壤。
与弗隆接壤的市镇（或旧市镇、城区）包括：珀蒂特方丹、昂若、拉沙佩勒苏鲁日蒙、罗马尼苏鲁日蒙、圣日耳曼勒沙特莱。

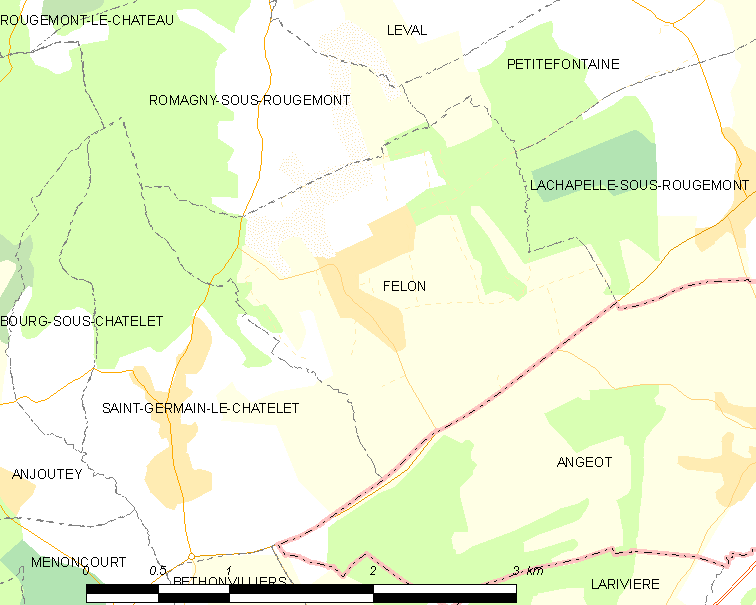
弗隆的OSM定位图

弗隆的时区为UTC+01:00、UTC+02:00（夏令时）。

## 行政
弗隆的邮政编码为90110，INSEE市镇编码为90044。

## 政治
弗隆所属的省级选区为日罗马尼县。

## 人口

1962-2008年间弗隆人口变化图示

弗隆于2022年1月1日时的人口数量为228人。